# Autostrade Meridionali
SAM - Società Autostrade Meridionali SpA est une société italienne qui opère dans le secteur de la gestion de concessions de tronçons autoroutiers. Elle était concessionnaire d'Autostrade per l'Italia pour la gestion du tronçon Naples - Salerne de l'Autoroute A3. La concession, qui a expiré le 31 décembre 2012, a été prolongée en vue d'une rétrocession.
Le 1er avril 2022, le transfert de la gestion des 52 km de l'Autoroute A3 d'Autostrade Meridionali au consortium italo-espagnol SIS a été officialisée. En conséquence, Autostrade Meridionali n'a plus aucun tronçon autoroutier en gestion.
La société est cotée à la Bourse italienne où elle est présente dans l'indice FTSE Italia Small Cap.

## Histoire
La société Autostrade Meridionali S.p.A. a été fondée le 21 mai 1925 à Naples avec pour mission de construire et de gérer la nouvelle liaison autoroutière entre Naples et Salerne numérotée Autoroute italienne A3. Elle a été vendue à la société publique Autostrade S.p.A. en 1987.
Elle est cotée à la Bourse de Milan (Borsa Italiana : IT0000084043 - AUTME).